# Конец парада
«Конец парада» (англ. Parade’s End) — тетралогия романов британского писателя и поэта Форда Мэдокса Форда, написанная в 1924—1928 годах. Романы — летопись жизни члена английского дворянства до, во время и после Первой мировой войны. Описывается главным образом Англия и Западный фронт из Первой мировой войны, в которой Форд служил офицером в Валлийском полку, жизнь, которую он ярко изображает. В состав тетралогии входят следующие романы: «Каждому своё» (1924), «Больше никаких парадов» (1925; в русском переводе 1928 года — «Парад лицемерия»), «Человек может встать» (1926) и «Последний пост» (1928). Основная тема книги — психологические последствия войны для участников и общества. Работа представляет собой сложную модернистскую историю, которая не содержит детальных описаний военного опыта героев.

## История
Форд заявил, что его целью в создании этой работы было «устранение всех будущих войн». Четыре романа были первоначально опубликованы под заголовками: «Некоторые не …» (1924), «Больше никаких парадов» (1925), «Человек может встать» (1926) и «Последний пост» (1928). Книги были объединены в один том «Конец парада». В 2012 году HBO, BBC и VRT выпустили мини-сериал, сценарий которого был написан Томом Стоппардом. Главные роли сыграли Бенедикт Камбербэтч (Кристофер), Ребекка Холл (Сильвия) и Аделаида Клеменс (Валентина).

## Краткое содержание
В романах рассказывается о жизни Кристофера Титдженса, блестящего государственного статистика из богатой семьи землевладельцев, служившего в британской армии во время Первой мировой войны. Его жена Сильвия — легкомысленная светская львица, которая изменяет ему и уходит к другому мужчине; Титдженс не уверен, является ли он отцом её ребёнка. При этом Сильвия — католичка и не хочет развода с супругом. Между тем у Кристофера начинается роман с суфражисткой Валентиной Ванноп, который, однако, не сразу переходит в физические отношения.
Два центральных романа рассказывают о пребывании Титдженса в армии во Франции и Бельгии, а также историю жизни Сильвии и Валентины во время войны. Последняя книга прослеживает жизнь Титдженса и Валентины после войны глазами его брата Марка, Сильвии, жены Марка Мари-Леони и самой Валентины. Валентина беременна, но жизнь её и Кристофера далека от идиллии: Сильвия по-прежнему мечтает о том, чтобы испортить жизнь мужу.

## Оценки литературоведов
Форд создает главного героя для которого война — это всего лишь один слой его жизни, и не всегда даже самый выдающийся, хотя он находится в центре этого. В повествовании, начинающемся до войны и заканчивающемся после перемирия, проект Форда состоит в том, чтобы поместить невообразимый катаклизм в социальную, моральную и психологическую сложность.
Роби Маколи писал, что «история Титдженса не столько о событиях одной войны, сколько о целой эпохе и её разрушении». «В качестве схемы аллегории Форд взял на себя жизнь одного человека, Кристофера Титдженса, члена вымершего вида, который, по его словам, „вымер уже в XVIII веке“. Воплощая порядок и стабильность другого века, герой должен испытать на себе разрушительное настоящее».
Литературовед Дэвид Айерс отмечает, что «„Конец парада“ — практически единственное из мужских сочинений 1920-х годов, в которых утверждается господство женщин и где автор показывает путь постепенного ухода женщин от господства мужчин».
Российский литературовед Н. М. Демурова характеризует Кристофера Титдженса, как «архаичный тип джентльмена», который не думает о своём публичном образе и прежде всего старается «вести себя как человек чести». Поэтому для Форда важнее всего внутренние драмы героя, его отношения с женой и друзьями; кроме того, "герой Форда — человек глубоко верующий. Господь занимает свое место в его иерархической феодальной картине мира; полушутя он мысленно сравнивает его с английским лендлордом, «благорасположенным, но грозным герцогом (benevolently awful duke), который не покидает своего кабинета и вследствие того невидим, но знает об имении всё до последнего гвоздя на ферме».

## Текстовая история
Четыре романа были переизданы отдельно сразу после Второй мировой войны (в 1948 году). Сначала они были объединены в один том под общим названием «Конец парада» (который был предложен Фордом, хотя он не дожил до этой версии) в издании 1950 года, которое стало основой для нескольких последующих переизданий.
Грэм Грин принял спорное решение исключить «Последний пост» из издания романов в 1963 году. В предисловии он написал, что «„Последний пост“ — это что-то большее, чем просто ошибка — это была катастрофа, катастрофа, которая задержала полное критическое понимание всей книги». По утверждению Грина, четвёртый роман серии был «запоздалой мыслью, дополнением, которого Форд не хотел писать и позднее пожалел о том, что написал его». Безусловно, «Последний пост» сильно отличается от трёх других романов. Он посвящён миру и послевоенной реконструкции: главный герой, Кристофер Титдженс, отсутствует в большей части повествования, которое выглядит как ряд внутренних монологов наиболее близких ему людей. Тем не менее, и у этого романа были влиятельные поклонники, от Дороти Паркер и Карла Клинтона Ван Дорена до Энтони Берджесса и Малкольма Брэдбери (который также включил его в свое издание Everyman 1992 года).
Первое аннотированное и критическое издание всех четырёх романов, отредактированных Максом Сондерсом, Джозефом Визенфартом, Сарой Хаслам и Полом Скиннером, было опубликовано издательством Carcanet Press в 2010-11 годах.

## Отзывы
Роби Маколи в своем вступлении к изданию в 1950 году описал его как «не просто предупреждение о том, на что похожа современная война… Это сложная работа, которая может сбить с толку… История любви без страстных сцен, окопы без сражений, трагедия без развязки». В своём вступлении к третьему роману «Человек мог встать», Форд писал: «Вот какова была последняя война: именно так современные сражения — организованные, „научные“ — влияют на разум». В декабре 2010 года английский философ Джон Н. Грей назвал эту работу «возможно, величайшим романом XX века на английском языке», а писательница Мэри Гордон охарактеризовала «Конец парада», как «проще говоря, лучшую литературную трактовку войны в истории романа». Игравший роль Титдженса Бенедикт Камбербетч признался, что Кристофер Титдженс симпатичен ему «больше, чем практически любой персонаж из тех, что доводилось играть».

## Переводы на русский язык
- Форд, Форд Мадокс. Парад лицемерия [Текст] : Роман / Пер. с англ. К. Жихаревой; Обложка: Сергей Пожарский. — Ленинград : [Прибой], 1928 (госуд. тип. им. Евг. Соколовой). — 298 с., [2] с. объявл.; 20х14 см. — («Книжные новинки»). На обороте тит. листа: «Ford Madox Ford. No more parades!»
- Форд, Форд Мэдокс. Конец парада [Текст] = Parade’s end : [18+] / Форд Мэдокс Форд; [перевод с английского А. И. Самариной]. — Москва : РИПОЛ классик, сор. 2018-. — 381, [2] с. — 22 см. — (В поисках утраченного времени): Т. 1: Каждому свое = Some do not. ISBN 978-5-386-10538-9